# Lupita Nyong'o
Lupita Amondi Nyong'o, född 1 mars 1983 i Mexico City i Mexiko, är en kenyansk/mexikansk skådespelare. Hon är främst känd för rollen som Patsey i 12 Years a Slave (2013) i regi av Steve McQueen, en roll som hon tilldelades en Oscar för i kategorin Bästa kvinnliga biroll vid Oscarsgalan 2014.

## Biografi
Nyong'o föddes i Mexico City, där hennes familj vistades som politiska flyktingar. Hon är det andra barnet av sex syskon. Hennes far är politiker och valdes 2013 representera Kisumudistriktet i den kenyanska senaten. Lupita Nyong'os kusin Isis Nyong'o har utsetts till en av Afrikas mest inflytelserika kvinnor av Forbes 2012.
Nyong'o flyttade tillbaka till Kenya före ett års ålder när hennes far fick anställning som professor vid Nairobi universitet. Vid 16 års ålder reste hon tillbaka till Mexiko för att lära sig spanska under ett par månader.
Nyong'o har studerat i USA. Hon tog en examen i film och teater vid Hampshire College för att sedan arbeta med filmproduktion bland annat med Fernando Meirelless långfilm The Constant Gardener (2005) och Mira Nairs The Namesake (2006). 2008 hade hon en roll i kortfilmen East River som regisserades av Marc Grey. Hon återvände till Kenya under 2008 och medverkade i den kenyanska tv-serien Shuga. 2009 skrev, regisserade och producerade hon dokumentären In My Genes som handlar om situationen för personer med albinism i Kenya. Filmen visades på flera filmfestivaler.
Hon började sedan studera drama vid Yale School of Drama. Vid Yale medverkade hon i flera teaterproduktioner så som Tjechovs Onkel Vanja och Shakespeares Så tuktas en argbigga. Efter examen vid Yale fick Lupita Nyong'o en roll i storfilmen 12 Years a Slave. Hon fick god kritik för sin roll och nominerades till flera priser bland annat Golden Globe Award, Screen Actors Guild Awards och vann pris för Bästa kvinnliga biroll vid Oscarsgalan 2014.
2014 hade Nyong'o en filmroll mot Liam Neeson i actionfilmen Non-Stop.
Nyong'o bor för närvarande i Brooklyn i New York tillsammans med sin bror.

## Filmografi (i urval)
- 2005 – The Constant Gardener (endast som produktions assistent)
- 2006 – The Namesake (endast som produktions assistent)
- 2007 – Where God Left His Shoes (endast som produktions assistent)
- 2008 – East River (kortfilm)
- 2009 – In My Genes (dokumentär, endast regi)
- 2009 – The Little Things You Do (musikvideo, endast regi)
- 2009–2012 – Shuga (TV-serie)
- 2013 – 12 Years a Slave
- 2014 – Non-Stop
- 2015 – Star Wars: The Force Awakens
- 2016 – Djungelboken (röst)
- 2016 – Queen of Katwe
- 2017 – Star Wars: Forces of Destiny (TV-serie)
- 2017 – Star Wars: The Last Jedi
- 2018 – Black Panther
- 2018 – Little Monsters
- 2019 – Us
- 2019 – Star Wars: The Rise of Skywalker
- 2022 – Black Panther: Wakanda Forever
- 2024 – A Quiet Place: Day One
- 2024 – Den vilda roboten (röst)
- 2026 – The Odyssey